# 越後鉄道疑獄事件
越後鉄道疑獄事件（えちごてつどうぎごくじけん）は、1929年（昭和4年）に発覚した越後鉄道の国有化を巡る贈収賄疑惑事件のこと。通常は単に越後鉄道疑獄（えちごてつどうぎごく）、または略して越鉄疑獄（えってつぎごく）という。

## 概要
越後鉄道は、現在の東日本旅客鉄道（JR東日本）越後線と弥彦線を運営する私鉄で、両路線は1927年（昭和2年）に国有化されたが、同年に5つの私鉄の免許交付や国有化を巡る贈収賄が発覚したことから（五私鉄疑獄）、その直後に行われた越後鉄道国有化についても疑惑が持たれた。
1929年（昭和4年）11月11日に越後鉄道常務の久須美東馬（元衆議院議員）が逮捕されたのをきっかけに、鉄道政務次官の佐竹三吾（貴族院勅選議員・元内閣法制局長官）が逮捕され、続いて浜口内閣文部大臣の小橋一太にも収賄容疑がかかった。小橋は11月29日に文部大臣を辞任したが、12月18日に検事局に召喚された。
翌1930年（昭和5年）3月7日に小橋らは起訴され、同年12月20日の一審判決では小橋に対して懲役10か月執行猶予2年追徴金1万円、佐竹に対しては懲役8か月執行猶予2年、久須美に対しては懲役1年6か月汚職罰金2百円の有罪判決が言い渡された。1931年（昭和6年）8月10日の控訴審判決では、小橋に対しては証拠不十分により無罪判決が出されたが、佐竹には懲役6か月執行猶予2年、久須美に対しては懲役1年6か月執行猶予3年汚職罰金2百円の判決が出て有罪が確定した。無罪となった小橋は後に東京市長として復権することになる。
しかし「政界の綱紀粛正」を公約として掲げて登場したばかりの浜口内閣の閣僚が関わった贈収賄疑惑に国民の政治不信は高まり、軍部台頭の遠因のひとつとなった。